# Acuši Sakurai
Acuši Sakurai (japonsky 櫻井敦司, Sakurai Acuši; 7. března 1966, Fudžioka – 19. října 2023) byl japonský zpěvák.
Od roku 1985 je zpěvákem japonské rockové skupiny Buck-Tick. Dále je členem skupiny Schwein spolu s Imaiem Hisašim (kytarista Buck-Tick), Saschou Konietzkem (KMFDM) a Raymondem Wattsem (taktéž známý jako PIG). V roce 2004 Acuši vydal své první sólové album „Planeta lásky“ (愛の惑星, Planet of Love), které obsahuje skladby napsané takovými hudebníky, jako je například Wayne Hussey z The Sisters of Mercy a the Mission UK, Jim Thirwell (foetus), CUBE JUICE, My Way My Love, Ray Watts, Cloudchair (Jake of Guniw Tools), Masami Cučija, a remake ze spolupráce s Clan of Xymox (1992).
Do roku 2004 spadá také jeho herecký debut (hlavní role v krátkém filmu Rjúhei Kitamury „Longinus“) a vydání knihy Acušiho poezie a textů nazvanou Nokturno (夜想, Nocturne).
V roce 1991 se oženil se stylistkou Buck-Tick Sajuri Watanabe, po rozvodu se znovu oženil v červnu 2004.